# シャトーゲイ (競走馬)
シャトーゲイ（Chateaugay、1960年2月29日 - 1985年5月9日）は、アメリカ合衆国のサラブレッドの競走馬・種牡馬。1963年のケンタッキーダービーとベルモントステークスに優勝した。後に種牡馬として日本にも輸出され、ホクトフラッグらの父となった。

## 経歴
ダービーダンファーム経営者のジョン・ガルブレスに生産されたサラブレッドの牡馬である。馬名はニューヨーク州の町シャトーゲイに由来している。ジェームズ・コンウェイ調教師のもとで競走馬として経験を積むが、2歳のうちは呼吸系に異常があったためにデビューが遅れたが、5戦して2勝を挙げている。また2歳から3歳にかけての時期には管骨瘤を患っている。
同世代のクラシック有力馬は最優秀2歳牡馬のネヴァーベンド、および無敗でサンタアニタダービーを制してきたキャンディスポッツ、ウッドメモリアルステークス勝ち馬のノーロバリーなどであった。シャトーゲイは年明けから一般戦を2戦2勝して、ブルーグラスステークスで初のステークス勝ちを収め、3歳シーズン無敗の3連勝でクラシック候補に名乗り出ていた。ガルブレスはクラシック戦線に際して、シャトーゲイの手綱に幸運を呼ぶという叉骨（ウィッシュボーン）を括り付けていたという。
1963年のケンタッキーダービーは5月4日に行われた。連勝中ながらもシャトーゲイの評判は前述の3頭の評価に及ばず、ケンタッキーダービー当日のオッズでは3頭に大きく離された4番人気の単勝10.4倍であった。ゲートが開くとネヴァーベンドがまず飛び出し、それをノーロバリーが追い、その後ろにキャンディスポッツがつけて、一方でシャトーゲイは9頭立ての6番手に控えていた。各馬が牽制しあってそのままの展開が進む中、1マイル（8ハロン、約1609メートル）に差し掛かったころからシャトーゲイが仕掛け、外側を回りながらも徐々に順位を上げていった。最終コーナーを回ったところで、シャトーゲイは先行していたネヴァーベンドを追い越し、そのまま押し切って優勝を手にした。1馬身1/4差でネヴァーベンドが2着、さらにクビ差でキャンディスポッツが3着であった。また、5着に入ったノーロバリーは、競走後に自らの脛を蹴って怪我していたことが判明した。この勝利は、シャトーゲイの鞍上を務めたブラウリオ・バエザにとっても唯一となるケンタッキーダービー優勝で、また北米出身者以外では史上初となるケンタッキーダービー優勝でもあった。
しかし、ケンタッキーダービー優勝にもかかわらず、その勝利はフロックとみなされて評価はあまり上がらなかった。二冠目のプリークネスステークスではシャトーゲイがネヴァーベンドと並んで単勝オッズ4倍に対して、キャンディスポッツが単勝2.5倍の1番人気に推されていた。レースは再びネヴァーベンドが先頭を切る展開となり、その後ろをルーラーリトリートという馬がつけ、そのまた後ろにキャンディスポッツがつけ、シャトーゲイは先頭から8馬身半離れた6番手に控えていた。4ハロン（約804メートル）が過ぎたころにルーラーリトリートが後退していくと、それに合わせてシャトーゲイも前へと進出し始めた。最後の直線に入る手前でキャンディスポッツはネヴァーベンドを捉え、またシャトーゲイも残り1ハロンのところで1馬身半差まで迫った。ネヴァーベンドが力尽きて後退していく一方で、シャトーゲイは残るキャンディスポッツを追いかけたが、ゴールまで3馬身半届かず2着に敗れた。ネヴァーベンドはシャトーゲイから4馬身半放されて3着となった。この競走の直前、シャトーゲイは調教中にコントロールが効かなくなり、1マイルを1分37秒60という実戦並みの猛スピードを記録していたが、この調教で全力を使ってしまった反動で調子を落としたのが敗因と言われた。
1963年のベルモントステークスは、ベルモントパーク競馬場がスタンド工事のため、アケダクト競馬場での代替開催となっていた。当日のオッズはキャンディスポッツが単勝1.5倍の1番人気で、シャトーゲイは2番人気ながら5.5倍と人気を引き離されていた。ネヴァーベンドが出走しなかったこの競走で、開幕から先手を切ったのはボンジュールという馬で、3馬身ほど離れた3番手にキャンディスポッツ、その後ろにシャトーゲイという展開で進んでいった。レースの半分が過ぎたころにキャンディスポッツはボンジュールに並びかけて先頭を奪うと、シャトーゲイもそれに応じて進出、2馬身半差まで迫ったいった。そして最後の直線の入り口ででキャンディスポッツを捉え差し切り、2着になった同馬に2馬身半差をつけて二冠を達成した。
その後、3歳シーズンにはジェロームハンデキャップに優勝した。シャトーゲイは5歳まで競走を続けたが、3歳の頃に受けた足首の故障がずっと後を引き、ジェロームハンデキャップ以降で大きな勝鞍は挙げられなかった。

## 評価

### 主な勝鞍
1962年（2歳）　5戦2勝
特になし
1963年（3歳）　12戦7勝
ブルーグラスステークス、ケンタッキーダービー、ベルモントステークス、ジェロームハンデキャップ
1964年（4歳）　3戦1勝
特になし
1965年（5歳）　4戦1勝
特になし

### 年度代表馬
- 1963年 - 最優秀3歳牡馬

評価の出典：

## 種牡馬
1965年より故郷のダービーダンファームで種牡馬となったものの、その成績は芳しいものではなかった。アメリカでの代表産駒にはサバーバンハンデキャップなどに勝ったトゥルーナイト（True Knight）がいる。
1972年1月に藤井一雄・義光兄弟に購入されて日本へと輸出、北海道三石町の大塚牧場に繋養された。日本国内では541頭の産駒を出し、うち11頭が重賞勝ち馬となった。日本における代表産駒に、1981年の朝日杯3歳ステークスに優勝し、同年の最優秀3歳牡馬（旧年齢表記）に選ばれたホクトフラッグがいる。以下は日本における主な産駒とその勝鞍である。
- ホクトフラッグ - 1979年生、牡馬。朝日杯3歳ステークス、函館3歳ステークス。
- メトロジャンボ - 1975年生、牡馬。京都記念（秋）、大阪杯。
- トウショウレオ - 1982年生、牡馬。京阪杯、小倉大賞典2回、中京記念。
- グアッシュアウト - 1980年生、牝馬。阪急杯。
- ハーバーシャレード - 1977年生、牡馬。京成杯。
- カミノハヤブサ - 1973年生、牡馬。東北記念。
- ツキメリー - 1977年生、牝馬。東京3歳優駿牝馬。

一方で、母の父としては種牡馬以上に大きな影響を残した。アメリカの産駒からはイギリスダービー優勝馬ヘンビット（Henbit）が、また日本の産駒からは東京優駿優勝馬メリーナイスなどが出ている。以下は母父としての主な産駒とその勝鞍である。
- Henbit - 1977年生、牡馬、父Hawaii。イギリスダービー、チェスターヴァーズ、サンダウンクラシックトライアルステークス。
- Fair Salinia - 1975年生、牝馬、父Petingo。イギリスオークス、アイルランドオークス、ヨークシャーオークス。
- Buzz My Bell - 1981年生、牝馬、父Drone。スピナウェイステークス、アディロンダックステークス。
- メリーナイス - 1984年生、牡馬、父コリムスキー、母は上記ツキメリー。朝日杯3歳ステークス、東京優駿（日本ダービー）、セントライト記念。
- タマモクロス - 1984年生、牡馬、父シービークロス。天皇賞（春）天皇賞（秋）、宝塚記念、阪神大賞典、鳴尾記念、金杯（西）。
- タカラスチール - 1982年生、牝馬、父スティールハート。マイルチャンピオンシップ、関屋記念、クイーンカップ。
- ミヤマポピー - 1985年生、牝馬、父カブラヤオー。エリザベス女王杯。
- メジロワース - 1985年生、牡馬、父モガミ。マイラーズカップ。
- ニチドウアラシ - 1976年生、牡馬、父ボールドアンドエイブル。マイラーズカップ、ダービー卿チャレンジトロフィー、金鯱賞。

1985年5月9日、シャトーゲイは北海道の大塚牧場で亡くなった。

## 血統表
| シャトーゲイの血統        | シャトーゲイの血統                                                      | シャトーゲイの血統                                                      | （血統表の出典）                                                        | （血統表の出典） |
| 父系                      | ケーレッド系                                                            | ケーレッド系                                                            | ケーレッド系                                                            | [ § 2 ]          |
| 父 Swaps 栗毛 1952        | 父の父Khaled 黒鹿毛 1943                                                | Hyperion                                                                | Gainsborough                                                            | Gainsborough     |
| 父 Swaps 栗毛 1952        | 父の父Khaled 黒鹿毛 1943                                                | Hyperion                                                                | Selene                                                                  |                  |
| 父 Swaps 栗毛 1952        | 父の父Khaled 黒鹿毛 1943                                                | Eclair                                                                  | Ethnarch                                                                | Ethnarch         |
| 父 Swaps 栗毛 1952        | 父の父Khaled 黒鹿毛 1943                                                | Eclair                                                                  | Black Ray                                                               |                  |
| 父 Swaps 栗毛 1952        | 父の母Iron Reward 鹿毛 1946                                             | Beau Pere                                                               | Son-in-Law                                                              | Son-in-Law       |
| 父 Swaps 栗毛 1952        | 父の母Iron Reward 鹿毛 1946                                             | Beau Pere                                                               | Cinna                                                                   |                  |
| 父 Swaps 栗毛 1952        | 父の母Iron Reward 鹿毛 1946                                             | Iron Maiden                                                             | War Admiral                                                             | War Admiral      |
| 父 Swaps 栗毛 1952        | 父の母Iron Reward 鹿毛 1946                                             | Iron Maiden                                                             | Betty Derr                                                              |                  |
| 母 Banquet Bell 栗毛 1951 | 母の父Polynesian 黒鹿毛 1942                                            | Unbreakable                                                             | Sickle                                                                  | Sickle           |
| 母 Banquet Bell 栗毛 1951 | 母の父Polynesian 黒鹿毛 1942                                            | Unbreakable                                                             | Blue Glass                                                              |                  |
| 母 Banquet Bell 栗毛 1951 | 母の父Polynesian 黒鹿毛 1942                                            | Black Polly                                                             | Polymelian                                                              | Polymelian       |
| 母 Banquet Bell 栗毛 1951 | 母の父Polynesian 黒鹿毛 1942                                            | Black Polly                                                             | Black Queen                                                             |                  |
| 母 Banquet Bell 栗毛 1951 | 母の母Dinner Horn 栗毛 1937                                             | Pot au Feu                                                              | Bruleur                                                                 | Bruleur          |
| 母 Banquet Bell 栗毛 1951 | 母の母Dinner Horn 栗毛 1937                                             | Pot au Feu                                                              | Polly Peachum                                                           |                  |
| 母 Banquet Bell 栗毛 1951 | 母の母Dinner Horn 栗毛 1937                                             | Tophorn                                                                 | Bull Dog                                                                | Bull Dog         |
| 母 Banquet Bell 栗毛 1951 | 母の母Dinner Horn 栗毛 1937                                             | Tophorn                                                                 | Leghorn                                                                 |                  |
| 母系(F-No.)               | (FN:16-h)                                                               | (FN:16-h)                                                               | (FN:16-h)                                                               | [ § 3 ]          |
| 5代内の近親交配           | Selene 4x5=9.38%、Polymelus 5x5=6.25%、Sir Gallahad・Bull Dog 4x5=9.38% | Selene 4x5=9.38%、Polymelus 5x5=6.25%、Sir Gallahad・Bull Dog 4x5=9.38% | Selene 4x5=9.38%、Polymelus 5x5=6.25%、Sir Gallahad・Bull Dog 4x5=9.38% | [ § 4 ]          |
| 出典                      | 1. 2. 3. 4.                                                             | 1. 2. 3. 4.                                                             | 1. 2. 3. 4.                                                             | 1. 2. 3. 4.      |

全姉のプリモネッタ（Primonetta、1958年生）は1962年のアメリカ最優秀古牝馬に選出された馬で、繁殖牝馬としてもクムラウデローリエ（Cum Laude Laurie、父ヘイルトゥリーズン）らの活躍によって1978年の最優秀繁殖牝馬に表彰されている。